# Hitman (komiks)
Hitman – amerykańska seria komiksowa autorstwa scenarzysty Gartha Ennisa i rysownika Johna McCrea, wydawana w formie miesięcznika od kwietnia 1996 do kwietnia 2001 przez DC Comics. Łącznie ukazało się 60 numerów. Po polsku serię publikowało wydawnictwo Mandragora (niepełne wydanie w dwóch tomach zbiorczych, 2002–2004) i Egmont Polska (pełne wydanie w pięciu tomach zbiorczych, 2020–2021).

## Fabuła
Hitman (ang. "płatny zabójca") to pseudonim Tommy'ego Monaghana, weterana pierwszej wojny w Zatoce Perskiej, który po powrocie do USA osiedla się w rodzinnej irlandzkiej dzielnicy Cauldron w mieście Gotham, w którym aktywny jest też Batman. Tu Monaghan zostaje płatnym zabójcą. Jego postać pojawia się po raz pierwszy w drugim numerze komiksu The Demon Annual (1993), w którym zostaje zaatakowany i ugryziony przez pasożyta o nazwie Glonth. Ugryzienie uruchamia metagen w ciele Monaghana i zapewnia mu widzenie rentgenowskie i telepatię. Efektem ubocznym jest to, że rogówki i tęczówki w jego oczach są całkowicie czarne, nie do odróżnienia od źrenic. Z czasem supermoce Monaghana ulegają ograniczeniu, a on sam używa ich wybiórczo, zarówno ze względu na trudność w koncentracji podczas walk, jak i choroby, które te moce u niego wywołują.

## Tomy zbiorcze wydane po polsku
| Tom                       | Tytuł i rok wydania polskiego | Tytuł i rok wydania oryginalnego           | Zawartość |
| Wydawnictwo Mandragora    | Wydawnictwo Mandragora        | Wydawnictwo Mandragora                     | Wydawnictwo Mandragora                                                                                       |
| ------------------------- | ----------------------------- | ------------------------------------------ | --- |
| 1                         | Hitman (2002)                 | Hitman Vol. 1 (1996)                       | Demon Annual #2, Batman Chronicles #4, Hitman #1–3                                                           |
| 2                         | 10.000 pestek (2004)          | Hitman Vol. 2: Ten Thousand Bullets (1998) | Hitman #4–8, Hitman Annual #1                                                                                |
| Wydawnictwo Egmont Polska |                               |                                            | |
| 1                         | Hitman. Tom 1 (2020)          | Hitman Vol. 1: A Rage in Arkham (2009)     | Demon Annual #2, Batman Chronicles #4, Hitman #1–3                                                           |
| 1                         | Hitman. Tom 1 (2020)          | Hitman Vol. 2: Ten Thousand Bullets (2010) | Hitman #4–8, Hitman Annual #1                                                                                |
| 2                         | Hitman. Tom 2 (2020)          | Hitman Vol. 3: Local Heroes (2010)         | Hitman #9–14                                                                                                 |
| 2                         | Hitman. Tom 2 (2020)          | Hitman Vol. 4: Ace of Killers (2011)       | Hitman #15–22                                                                                                |
| 3                         | Hitman. Tom 3 (2020)          | Hitman Vol. 5: Tommy's Heroes (2011)       | Hitman #23–36 i #1,000,000                                                                                   |
| 4                         | Hitman. Tom 4 (2021)          | Hitman Vol. 6: For Tomorrow (2012)         | Hitman #37–50                                                                                                |
| 5                         | Hitman. Tom 5 (2021)          | Hitman Vol. 7: Closing Time (2012)         | Hitman #51–60, Hitman/Lobo: That Stupid Bastich #1, JLA/Hitman #1–2, opowiadanie z Superman 80-Page Giant #1 |